# عين الباردة
عين الباردة بلدية تقع جنوب ولاية عنابة وتبعد عن مركزها 33 كم يقطنها حوالي 13000 نسمة 

## أعلام
- عمار العسكري